# الجدول الزمني لحرب لبنان 2006 (سبتمبر-أكتوبر)
هذا هو الجدول الزمني لحرب لبنان 2006 خلال سبتمبر.

## 2 سبتمبر
الأمم المتحدة
- أجرى كوفي أنان محادثات حول هدنة لبنان والأزمة النووية مع كبار المسؤولين الإيرانيين بمن فيهم منوشهر متكي وزير خارجية إيران. قال المتحدث باسم الأمم المتحدة أحمد فوزي في ختام المحادثات أنه: «في إشارة إلى قرار مجلس الأمن الدولي رقم 1701 ويمكننا الاعتماد على تعاونه الكامل». وضع القرار 1701 شروط وقف إطلاق النار بما في ذلك توسيع قوة حفظ سلام تابعة للأمم المتحدة في لبنان ودعوا إلى فرض حظر على الأسلحة لحزب الله.[1]

إيران
- قامت إيران بتمويل حزب الله وتسليحه في الثمانينات على الرغم من أنها تقول الآن أن دعمها معنوي وسياسي في المقام الأول. لكن لا يزال يعتقد على نطاق واسع أن إيران هي المورد الرئيسي للأسلحة للمجموعة اللبنانية. قال فوزي أن أنان أثار مسألة حظر الأسلحة مع متكي خلال محادثاته لكنه لم يعط مزيدا من التفاصيل. قال فوزي أن أحمدي نجاد أبلغ أنان في محادثات هاتفية قبل الزيارة أن إيران لديها تحفظات على بعض مواد القرار لكنها قالت أيضا أن إيران سوف تتعاون في تنفيذها. لم يذكر المتحدث باسم وزارة الخارجية الإيرانية حامد رضا آصفي ما إذا كانت إيران عرضت التعاون على قرار لبنان عندما سئل عن هذه القضية في مؤتمر صحفي. قال: «لقد أبلغنا عنان عن موقفنا قائلين أنه قرار لبناني يحتاج إلى حل لبناني ويجب على المجموعات اللبنانية التوصل إلى إجماع على ذلك». ردا على سؤال حول ما إذا كان أنان قد أثار قضية حظر الأسلحة قال: «إن أنان لم يقل أبدا إننا أرسلنا أية أسلحة وأن الأسلحة ترسلها إلى إسرائيل ويجب وقفها».

## 3 سبتمبر
حزب الله
- حزب الله ليس صداعا لإسرائيل وحدها. تشكل الجماعة الشيعية المتطرفة تحديا شائعا بنفس القدر للأنظمة العربية السنية في الشرق الأوسط. لبطولة حزب الله المتصورة في حرب لبنان تجلس إيران الشيعية مع ادعائها إلى وضع قوة عظمى. إذا لم يطعن محور القوة بين إيران وحزب الله في الهيمنة العربية السنية على الشرق الأوسط في الشرق الأوسط. لم يكن مفاجئا حينئذ أن الحكام السنة ورجال الدين الراديكاليين ردوا بحماس على انتصار حزب الله المتصور في حرب لبنان. لكن إدانة الرياض وعمان للحكام الشيعة والجماعات المتطرفة إلى جانب موجة من الفتاوى المناهضة لحزب الله من قبل رجال دين سنيين متطرفين لم تحول النظرة المثيرة للإعجاب للعرب في كل مكان تجاه حزب الله. إن عكس هذا الوضع لن يكون سهلا خاصة عندما يكون علم حزب الله الأصفر وصور أمينه العام حسن نصر الله في كل مكان في الشارع العربي. لكن حرب لبنان حولت حزب الله وإيران إلى وسطاء إقليميين وقيمين للقضية الفلسطينية. حلفاء الولايات المتحدة في المنطقة - الأردن والسعودية ومصر - الآن عد أقل بكثير من أعدائها. الغضب على الشارع العربي يهددهم وحيث الأنظمة السنية تحكم السكان الشيعة - لبنان والمملكة العربية السعودية ودول الخليج العربي - ارتفاع التوترات الطائفية يمكن أن يزعزع الاستقرار.[2]

الأمم المتحدة
- من المقرر أن يلتقي الأمين العام للأمم المتحدة محمود أحمدي نجاد الرئيس الإيراني بعد أن أعلن مسؤول في الأمم المتحدة أن طهران ستتعاون في الهدنة بين إسرائيل وحزب الله. يقوم كوفي عنان بجولة في المنطقة سعيا إلى دعم وقف إطلاق النار الذي أوقف حربا استمرت 34 يوما بين إسرائيل وحزب الله في لبنان. تأتى زيارة الأمين العام للأمم المتحدة إلى إيران بعد أيام فقط من فشل طهران في الوفاء بالموعد النهائي لمجلس الأمن الدولي لوقف العمل النووي الحساس في 31 أغسطس.

## 4 سبتمبر
الولايات المتحدة
- اجتمع زعيم الحقوق المدنية في الولايات المتحدة جيسي جاكسون في 4 سبتمبر 2006 مع مسؤولين في حزب الله في لبنان ودعاهم إلى تقديم دليل على أن جنديين إسرائيليين محتجزين لا يزالان على قيد الحياة. قال أن مثل هذه الخطوة يمكن أن تقفز بالمفاوضات التي قد تؤدي إلى إطلاق سراح الجنود. قال جاكسون إن هناك مؤشرات على أن الجنديين اللذين قبض عليهما في 12 يوليو 2006 كانا على قيد الحياة وقالا إن احتجازهما المستمر «أصبح مغناطيسا لجذب جولة ثانية» من الحرب.[3]

## 6 سبتمبر
ألمانيا
- قال مير إيسين أن خبراء أمن المطار الألمان وصلوا إلى مطار بيروت الدولي وسيشرفون على جميع البضائع الواردة باستخدام معدات خاصة. من المتوقع أن تفرض قوة بحرية ألمانية حظر الأسلحة المفروض على البحر في غضون أسبوعين تقريبا. حتى ذلك الحين تقوم السفن البحرية الإيطالية والفرنسية والبريطانية واليونانية بدوريات في المياه اللبنانية.[4]

## 7 سبتمبر
إسرائيل
- قالت إسرائيل أنه على الرغم من أنه يرفع الحصار الجوي والبحري على لبنان فإنه يحتفظ «بحق الدفاع عن النفس» لوقف حزب الله الشيعي المسلح من إعادة التسلح عبر الحدود مع سوريا. قال أحد كبار مساعدي رئيس الوزراء الإسرائيلي إيهود أولمرت: «إننا لا نرى نهاية الحصار الجوي والبحري نهاية لحقنا في تنفيذ الحظر على الحدود البرية». تطالب إسرائيل بنشر قوات دولية في المعابر الحدودية التسعة على طول الحدود اللبنانية مع سوريا التي تبلغ طولها 330 كيلومترا والتي تشكل خط توريد الأسلحة إلى حزب الله من سوريا وإيران. قالت: «هذا شيء لم يتم حله بعد». قال إيسين لوكالة الأنباء الألمانية أنه بالموافقة على رفع الحصار البحري والجوي على لبنان في الساعة السادسة مساء. فإن إسرائيل تنفذ جانبها من قرار مجلس الأمن الدولي رقم 1701 «مع توقع كامل أن تنفذ الحكومة اللبنانية والقوات الدولية الحظر المفروض على الأسلحة بشكل كامل (بحزب الله) سواء عن طريق البحر أو الجو».

## 9 سبتمبر
اليونان
- هناك فرقاطة تابعة للبحرية اليونانية من طراز إيلي كانس وهي إتش إس كاناريس تصل إلى المياه اللبنانية للقيام بدوريات ضد مهربي الأسلحة.[5]

## 13 سبتمبر
روسيا
- وصول طائرة عسكرية روسية إلى مطار بيروت رفيق الحريري الدولي في بيروت. كان على متنها 31 مهندسا روسيا وخبراء متفجرات. العدد الإجمالي للقوات سيكون 350-400.[6]

## 18 سبتمبر
إسرائيل
- سأل عزمي بشارة رئيس حزب التجمع الوطني الديمقراطي عما إذا كان قد استفسر عن مصير جنود الجيش الإسرائيلي المختطفين أثناء وجوده في سوريا وقال إنه لا. شرحه: «الاتصالات الرسمية جارية بالفعل ولم يكن لدينا أي وسيلة للوصول إلى السلطات المختصة».[7]

## 22 أكتوبر
لبنان
- قتل طفل يبلغ من العمر 12 عاما بقنبلة عنقودية إسرائيلية.

## 23 أكتوبر
لبنان
- ظلت النساء في جنوب لبنان يجلسن على مقابر أحبائهم الذين قتلوا في حرب إسرائيل وحزب الله في بداية عطلة كبرى بمناسبة نهاية شهر رمضان. في القرى التي قصفت في جنوب لبنان كانت المزاجية معتادة واحتفالات الاحتفالات. ليس هناك سوى الحزن واليأس والخوف بالنسبة للمستقبل. تجمع العديد من اللبنانيين في المقابر ليحترموا أكثر من 855 لبنانيا قتلوا خلال الحرب التي استمرت 34 يوما ومعظمهم من المدنيين. في بيروت غادر العديد من المساجد اللبنانية بعد صلاة الفجر وذهبوا إلى قبر رئيس الوزراء السابق رفيق الحريري الذي قتل في تفجير سيارة مفخخة في فبراير 2005 لا يزال يطارد البلاد حيث يواصل محققو الأمم المتحدة متابعة الجناة. تم استبدال الاحتفالات في قرية هالتا الجنوبية بجنازة طفل يبلغ من العمر 12 عاما قتل في 22 أكتوبر 2006 بقنبلة عنقودية إسرائيلية. يقول خبراء الأمم المتحدة في مجال إزالة الألغام إن نحو مليون قنبلة عنقودية لم تنفجر عندما أسقطتها إسرائيل خلال صيف الحرب عام 2006. كما لو أكد للتأكيد على التوترات قال مسؤولون أمنيون لبنانيون إن الطائرات الحربية الإسرائيلية قامت بالتحليقات الجوية في 23 أكتوبر 2006 إلى الشمال من ضواحي بيروت نادرة الحدوث منذ وقف إطلاق النار بوساطة الأمم المتحدة أوقف القتال 14 أغسطس 2006. قال رجال الدين الشيعة والمسلمون في جميع أنحاء لبنان أنهم لن يتلقوا تحيات احتفالية في منازلهم أو مكاتبهم هذا العام بسبب حرب إسرائيل وحزب الله والعنف في العراق والأراضي الفلسطينية. حذر الشيخ آية الله محمد حسين فضل الله أحد كبار رجال الدين الشيعة في لبنان المصلين في خطبته من المخاطر التي تواجه العالم العربي نتيجة «الحملة الدولية المتزايدة ضد الإسلام». حث الزعيم الروحي لسنة لبنان المفتي الأكبر الشيخ محمد رشيد قباني الوحدة الوطنية وانهاء الانقسامات التي عصفت بلبنان.

الأمم المتحدة
- وصف قائد قوة حفظ السلام التابعة للأمم المتحدة في لبنان التحليق الإسرائيلي بانتهاك واضح لقرار مجلس الأمن الدولي رقم 1701 الذي أنهى الحرب بيد أن إسرائيل قالت أنها ستواصلها لأن تهريب الأسلحة لمقاتلي حزب الله لم يتوقف.

## 24 أكتوبر
لبنان
- بعض الشيعة سيبدأون عطلة عيد الفطر.